# Guerra del Acre
La Guerra del Acre (conocida en Brasil como Revolução Acreana — fue causada en 1890 Revolución Acreana—)  fue una serie de conflictos limítrofes entre Bolivia y Brasil, cuyo desenlace afectó también territorios en disputa con el Perú. El conflicto en general tuvo dos fases desarrolladas durante el periodo 1899-1903, en el que se disputó el territorio del Acre, rico en árboles de caucho y yacimientos auríferos. Concluyó con el Tratado de Petrópolis y la consecuente anexión de los territorios sobre los que Bolivia reclamaba soberanía, conocidos en ese entonces por Bolivia como el Territorio Nacional de Colonias.
La región del Acre (actual Estado de Acre) poseía ricos yacimientos auríferos, abundancia de recursos madereros, principalmente el árbol del caucho que, a finales del siglo XIX y casi mediados del siglo XX, fue muy importante para la industria del automóvil y el transporte, ya que la goma sintética para la fabricación de llantas o ruedas y otros objetos no fue descubierta hasta prácticamente la Segunda Guerra Mundial. Por eso, se suele llamar también a esta guerra como La Guerra del Caucho, ya que uno de los motivos por los cuales se movilizó el gobernador Torres del Amazonas fue el impuesto que se dio a las exportaciones de caucho.

## Causa
El nombre de la guerra del Acre dado al territorio en cuestión se debe a uno de los ríos de la región, llamado Aquiry en idiomas nativos y río Acre en español y en portugués.
Tras los tratados de Madrid (1750), San Ildefonso - Tratado de Permuta (1777) y Badajoz (1801) todo el territorio del Acre, con una superficie de aproximadamente 355 242 km² quedó confirmado dentro de la soberanía española, siendo entonces fijados sus límites con las posesiones portuguesas (y luego brasileñas) en el paralelo que corre desde las nacientes del río Yavarí hacia el este hasta encontrar la vaguada del río Madera, es decir el paralelo que servía como límite septentrional del Acre era el 7° o el 7°7′ S; tal límite se mantuvo para el Brasil hasta por lo menos 1839.
En 1776, al crear la monarquía española el Virreinato del Río de la Plata, quedaron poco precisos los límites del mismo respecto a los del Virreinato del Perú, de modo que, al producirse la independencia de Perú y luego la de Bolivia, ambos estados se disputaron el territorio. Brasil, aprovechando la debilidad política de ambos vecinos, había incorporado gran parte del Acre a la provincia (luego estado brasileño) de Amazonas, cuyos límites eran desde el ya citado paralelo 7°S hacia el Este y hacia el Sur.
Según el Perú, el límite en 1870 entre el Perú y Brasil era corrido hacia el sur hasta el paralelo que corresponde a las nacientes del río Purus, esto es, hasta casi el 10°S pero, para el estado boliviano, Brasil mantenía el extremo norte en el paralelo 7°S —desde la tierra de los Guarayous— si bien con importantísimas anexiones en el Este, en donde impusieron una frontera diagonal a Bolivia. Tal primera anexión quedó como un hecho consumado (o fait accompli) admitido internacionalmente y así luego aceptado por Bolivia bajo el mandato del presidente Mariano Melgarejo al firmar el llamado Tratado de Amistad más conocido como Tratado de Ayacucho del 23 de noviembre de 1867 por el cual se entregaban 102 400 km² de territorio a Brasil (principalmente el noroeste del Acre original que pasó así a ser parte del Amazonas brasileño).
La explotación del caucho, una de las prometedoras fuentes de riqueza de aquellos tiempos por sus múltiples aplicaciones, agravó la cuestión al atraer a trabajadores procedentes de los países circundantes (desde 1877 brasileños sobre todo, a causa de una pertinaz sequía que azotó la parte nororiental del país), cuyas condiciones de vida eran penosas, prácticamente una semi-esclavitud. Caldo de cultivo perfecto para quien tuviera la habilidad de valerse de ellas para sus fines.

### Visión boliviana

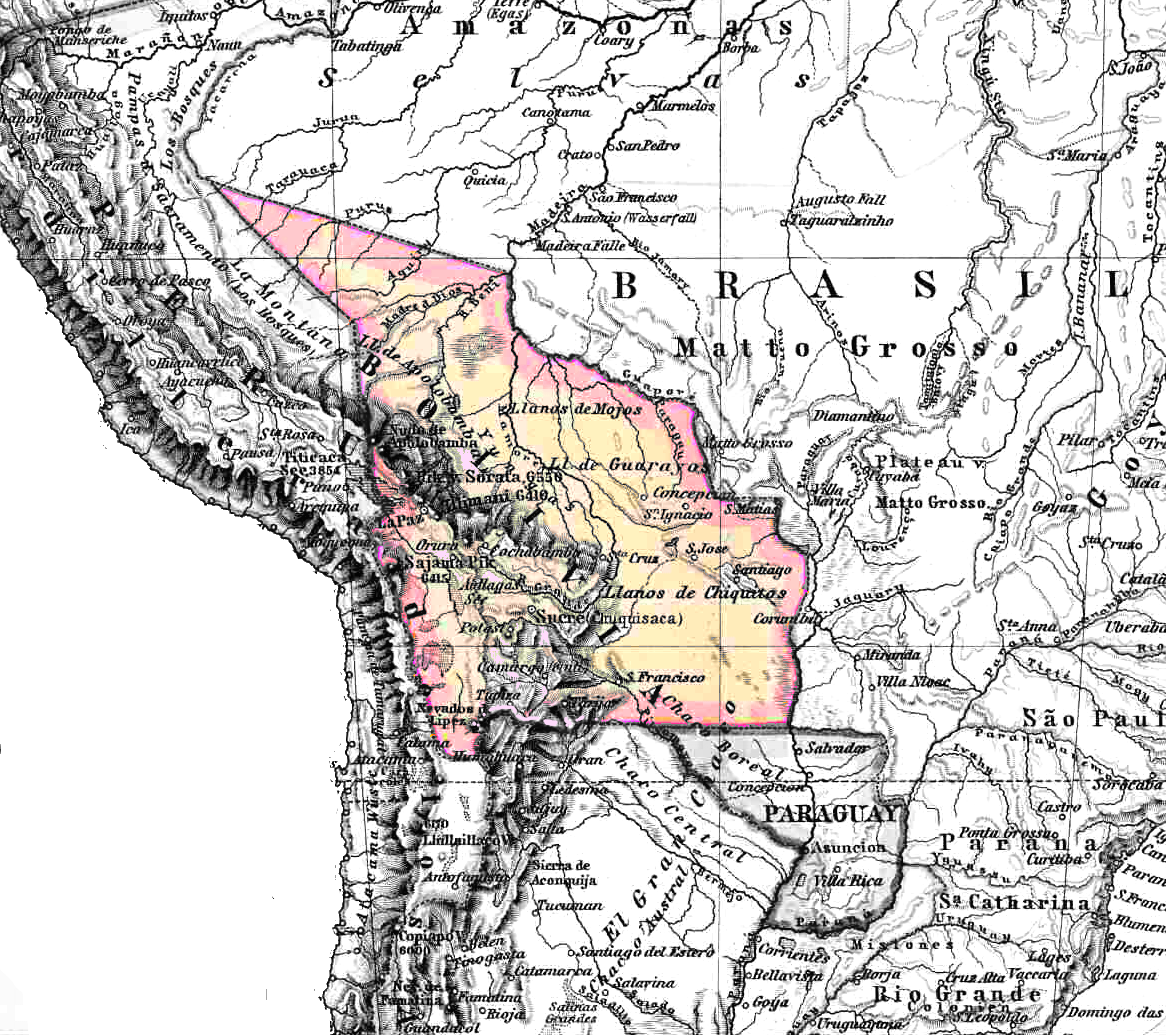
Bolivia durante 1899, dicho país consideraba dentro de su frontera al territorio acreano y a otras zonas fronterizas, así fue durante y hasta la firma del Tratado de Petrópolis.

Bolivia, desde 1867 y hasta 1903, mantenía unos 253 242 km² del territorio del Acre, con subdivisiones políticas poco definidas en los territorios llamados Espino  (en el norte), Cocama (en el centro) y Manetenery o Manetery en el sur y este. Esas regiones formaban parte del Territorio de Colonias.
De esta manera, hasta principios del siglo XX, el territorio del Acre (actual Estado de Acre) pertenecía a Bolivia. Sin embargo, en gran medida a causa de una gran sequía que afectó al Nordeste brasileño durante el año 1877, se intensificó la inmigración ilegal de brasileños al entonces territorio boliviano; así, desde ese año, gran parte de su población estaba constituida por brasileños que explotaban seringais, es decir campos en donde abundaba el árbol del caucho, o que se dedicaban a extraer oro y plata de los garimpos (yacimientos) y que, en la práctica, acabaron creando un territorio independiente subsidiario de Brasil porque Bolivia no tenía una presencia notoria en la región.
En 1898, la Comisión demarcadora de límites favoreció a Brasil con más adquisiciones territoriales a expensas de Bolivia, país que no pudo hacer nada porque, además de no contar con mucho apoyo internacional, estaba sumida en una sangrienta guerra civil que desgastaba a sus efectivos. La guerra civil afectó notablemente al ejército boliviano, el cual, de no haber sido así, podría haber contado con más y mejores efectivos para la defensa del Acre.
En 1899, los bolivianos, con nuevas concesiones territoriales a Brasil (citadas anteriormente en 1898), intentaron asegurar el control de la zona fundando como capital administrativa a Puerto Alonso (3 de enero). Como fuerza de policía, se organizó en Cochabamba, un piquete de cuarenta hombres bajo el inmediato comando del subteniente Víctor Rodmípez (esta era la fuerza inicial de policías de Puerto Alonso tras su fundación).
Se debe señalar que en el año 1899 se había producido un importante avance de colonizadores brasileños que habían ocupado el área de los ríos Purús y el Acre al sur de la línea de fronteras, debido a la inmigración anteriormente citada.
Desde Bolivia, los pioneros colonos habían conseguido establecerse en el Abuná y comenzaban a ocupar el territorio del Acre. Con el propósito de remediar la falta de una presencia importante de residentes bolivianos, en enero de 1899 se creó la aduana de Puerto Alonso. Era un acto legítimo de soberanía, con propósitos administrativos. Se trataba de recaudar los derechos de aduanas que al país boliviano le correspondían por la extracción de la goma que explotaban bolivianos y extranjeros dentro de su territorio. En el poco tiempo que pudo funcionar la aduana se produjeron ingresos interesantes para el fisco pero Puerto Alonso se convirtió en el centro político y militar de los conflictos.

### Visión peruana

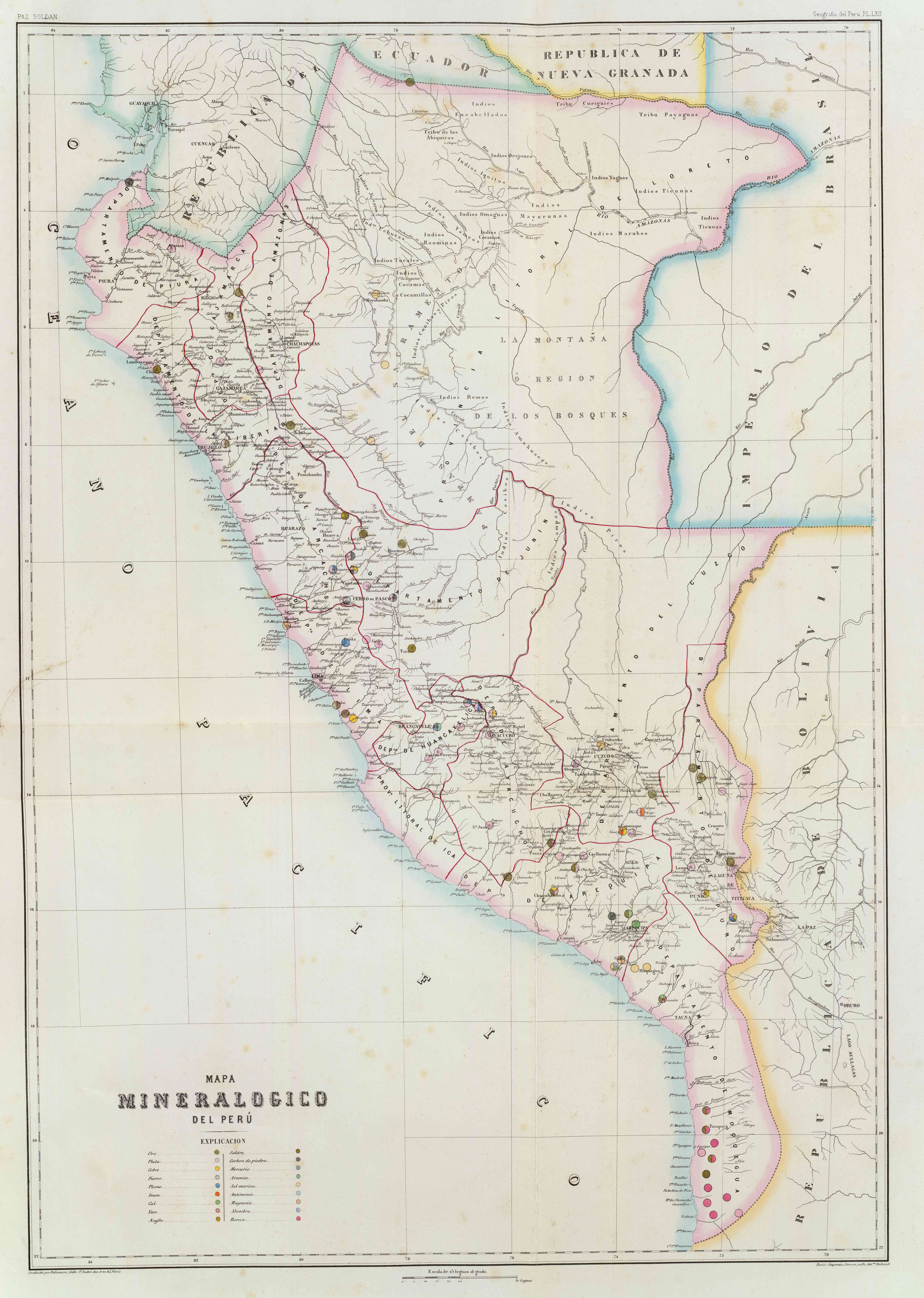
La República Peruana también consideraba en 1865 el Acre como territorio nacional como herencia de la antigua Comandancia General de Maynas.

Desde el virreinato, el territorio peruano se extendía hasta el río Madera que servía de límite con Brasil. El historiador y diplomático Alberto Wagner de Reyna sostuvo al respectoː

«En el altiplano, los confines entre el territorio, de la Audiencia de Charcas y la Intendencia de Puno eran conocidos y en buena parte marcado con hitos. En cambio, la región de los
ríos o selvática, se componía de «provincias no descubiertas» -como se decía- que no se hallaban ni bajo la jurisdicción de la Audiencia de Lima ni en la de Charcas, sino dependían, directamente, de la autoridad virreinal. Y era obvio que no habiendo sido separadas expresamente del Virreinato de Lima, al crearse el de Buenos Aires, esas tierras permanecieran bajo el imperio de aquel.»

El límite con Bolivia estaba dado principalmente por el río Beni (reclamación hasta 1880) mientras que por contraparte (hasta 1902), Bolivia reclamaba como límite con Perú el curso del río Madre de Dios y el de su afluente el Inambari, Brasil supo aprovechar los diferendos entre los países andinos y al mismo tiempo que oficiaba de mediador de "buena voluntad" entre ellos, obtenía territorios. Sin embargo, entre 1867 y 1909, todo el territorio de Acre pasó al Brasil sin librarse batalla con Perú. Los presuntos derechos del Brasil sobre esa extensa zona se remontan a que, en 1867, el presidente boliviano Mariano Melgarejo había cedido territorios peruanos a Brasil —como si fueran de ese país— y lo hizo nuevamente en 1903 por el Tratado de Petrópolis, luego de una larga guerra fronteriza de casi 30 años. Desde entonces Brasil quiso hacerse por la fuerza de dichas tierras, deseando extenderse inclusive hasta el río Purús y el río Yuruá.
El 25 de octubre de 1902, la guarnición peruana de Amuheya rechazó a un destacamento brasileño que le exigía abandonar su puesto, dando inicio a las Escaramuzas fronterizas entre Perú y Brasil. En 1904, el coronel brasileño José Ferreira arribó al río Santa Rosa, afluente del Purús, y saqueó caucho y siringa a extractores peruanos. En noviembre de ese año, la guarnición de Amuheya se rindió ante fuerzas brasileñas superiores, tras dos días de combates.

## Primeros enfrentamientos

### Fundación boliviana dePuerto Alonso (Porto Acre)
El Presidente de Bolivia de ese entonces Severo Fernández Alonso, trató de no descuidar la política exploratoria del país y en septiembre de 1898, mandó una delegación exploratoria al Acre, encabezada por el abogado chuquisaqueño José Paravicini.
La delegación partió de la ciudad de La Paz y después de casi 4 largos meses de travesía en medio de la inmensa selva inexplorada, esa delegación logró llegar al Acre.
Una vez allí, José Paravicini fundó Puerto Alonso (actual Porto Acre) el 3 de enero de 1899, en un intento de asegurar la soberanía boliviana y sentar la presencia del estado en aquella lejana región del país.
Cabe mencionar que José Paravicini le puso a la localidad el nombre de Puerto Alonso como pequeño homenaje y  justo reconocimiento al presidente chuquisaqueño de ese entonces Severo Fernández Alonso, quien en esos momentos se encontraba luchando contra los federales paceños en plena guerra civil (cuya guerra había comenzado por el traslado de la sede de gobierno).
El conflicto bélico del Acre comienza cuando Bolivia, haciendo uso de sus derechos soberanos, decide establecer  una aduana en Puerto Alonso. Esto debido a que (según Bolivia) los empresarios brasileños caucheros no estaban pagando  impuestos al estado por la explotación ilegal de la goma boliviana y muchos menos por la exportación. Cabe mencionar que esta medida implementada por el gobierno boliviano no fue del agrado de los intereses empresariales del lugar.

### Protesta brasileña y preparativos
Desde el lado brasileño, el gobernador del Estado de Amazonas Ramalho Junior no vio con buenos ojos que los bolivianos hayan fundado Puerto Alonso como capital administrativa de la región del Acre, además de la creación de una aduana boliviana en la misma localidad y también la "imposición" (según él) de un impuesto a la goma exportada. Ante esta situación, el gobernador brasileño, elevó una queja ante el Gobierno Federal de Brasil poniendo como pretexto la "ilegalidad" de la ocupación boliviana. A la vez acusó también a los bolivianos de supuestos robos, atropellos y actos de violencia cometidos contra los residentes brasileños.
Por otra parte la escasa y débil presencia del estado boliviano en la región, alentó a muchos brasileños a  convertirse en promotores de una rebelión secesionista (separatista) llegando inclusive a desafiar a las pocas autoridades bolivianas del lugar.
El gobernador brasileño del Estado de Amazonas, Ramalho Junior, convenció al colonizador español Luis Gálvez Rodríguez de Árias a que se pusiera a la cabeza de los secesionistas. Mientras esto ocurría en el Acre, en la ciudad brasileña de Manaus, se organizaba una partida de mercenarios civiles para secundar y reforzar el movimiento separatista, bajo la dirección de Alberto Moreira Junior, (el cual era un pariente cercano del gobernador del Amazonas)

### Asalto brasileño aPuerto Alonso
El 3 de mayo de 1899, varios siringueros brasileños a la cabeza del aventurero y colonizador español Luis Gálvez Rodríguez, asaltaron Puerto Alonso destituyendo violentamente a las autoridades aduaneras bolivianas.
El 14 de julio de 1899, el español Luis Gálvez proclama la "República Independiente del Acre" y se autoproclamó presidente del nuevo estado.
Apenas anoticiado de la situación, el nuevo presidente boliviano José Manuel Pando, decide enviar inicialmente una pequeña columna expedicionaria a la cabeza del abogado paceño Pedro Kramer. La delegación boliviana llegó a Puerto Alonso el 19 de diciembre de 1899 tras una larga travesía a través de las grandes selvas inexploradas de la época. Cuando los bolivianos ingresaron a Puerto Alonso, lo encontraron vacío y desolado, pues los brasileños revoltosos habían abandonado esa localidad. Al día siguiente 20 de diciembre fallecería el abogado Pedro Kramer debido a una fuerte enfermedad tropical (fiebre amarilla) que había contraído durante el largo viaje. Lo reemplazó en el cargo el segundo al mando de la delegación Ladislao Ibarra.
Al año siguiente, el 12 de enero de 1900, centenares de siringueros brasileños liderados nuevamente por el español Luis Gálvez Rodríguez, atacaron Puerto Alonso. Después de 3 horas de duro combate los pocos defensores bolivianos se rindieron ante los numerosos siringueros brasileños, los cuales expulsaron a los bolivianos de Puerto Alonso

## Primera Campaña Militar
Cuando las noticias llegaron a la ciudad de La Paz (sobre lo ocurrido con la pequeña delegación civil de Pedro Kramer) el gobierno boliviano se puso a organizar la movilización inmediata del Ejército de Bolivia. Inicialmente, se dispuso la salida de 3 expediciones militares escalonadas geográfica y cronológicamente.

### Primera Expedición Boliviana
La primera expedición militar, partió de la ciudad de La Paz el 25 de octubre del año 1899 a la cabeza del médico cochabambino Andrés Muñoz Quevedo. Esta expedición llegó primero a la localidad de Sorata, y de ahí partió con rumbo a la localidad de Rurrenabaque (frontera entre el departamento de La Paz y el departamento del Beni).
Partió de Rurrenabaque y llegó hasta la población de Riberalta el 14 de diciembre de 1899 (en el norte del Departamento del Beni) donde permaneció unas cuantas semanas para terminar de organizarse hasta abril de 1900.
De Riberalta, la expedición militar continuó con su trayecto hacia el Alto Acre, llegando a la localidad de "Barraca Mercedes" (actual Departamento de Pando), lugar en el que se completaron sus efectivos alcanzando a 387 hombres en total.
La expedición militar salió de "Barraca Mercedes" y se dirigieron con rumbo al Bajo Acre donde se encontraba Puerto Alonso o Puerto Acre.
Finalmente la primera expedición a la cabeza de Andrés Muñoz Quevedo llegó a Puerto Alonso el 22 de septiembre de 1900. Cuando llegaron a la localidad, esta se encontraba totalmente deshabitada y las instalaciones portuarias, aduaneras y administrativas que antes estaban ahí, se encontraban vacías. La expedición militar se puso inmediatamente a rehabilitar todas estas instalaciones que los revoltosos brasileños habían saqueado.
Cabe mencionar, que solamente  durante el viaje, muchos bolivianos fueron muriendo en medio camino, debido a las fuertes enfermedades tropicales (fiebre amarilla o malaria) que contraían durante el largo y penoso viaje de centenares y centenares de kilómetros a pie rumbo al Acre.

### Creación del Territorio Nacional de Colonias
Con el fin de mejorar y formalizar la administración del territorio disputado, el gobierno de Bolivia creó por Decreto Supremo del 8 de marzo de 1900 el Territorio Nacional de Colonias. Se designó oficialmente a un Delegado Nacional que estaría bajo el mando directo del poder ejecutivo y se estableció que sus límites eran por el norte los establecidos por el Tratado de Ayacucho, mientras que por el sur limitaba con los departamentos del Beni y La Paz.

### Segunda Expedición Boliviana
La segunda expedición militar, partió también de la ciudad de La Paz el 4 de julio de 1900 a la cabeza del coronel y ministro de defensa de ese entonces Ismael Montes Gamboa. Esta expedición estaba compuesta por 321 hombres del batallón "Independencia 2 de Línea".
Llegaron a la "Barraca Mercedes" en noviembre de 1900. En ese lugar se encontraron con la tercera expedición que había salido desde la ciudad de  Cochabamba también en la misma fecha.

### Tercera Expedición Boliviana
La tercera expedición partió  desde la ciudad de Cochabamba también el 4 de julio de 1900, a la cabeza del Vicepresidente de Bolivia Lucio Pérez Velasco. Esta expedición estaba compuesta por 127 hombres del "Piquete Pérez Velasco". Se encontraron con la expedición de Ismael Montes en la "Barraca Mercedes" para unir fuerzas.
En total, durante toda la Primera Campaña del Acre Bolivia había movilizado alrededor de 835 hombres entre militares y soldados (incluyendo a los que se habían enfermado en medio camino).

### Preparativos en el lado brasileño
Entre tanto, lo que los bolivianos no sabían es que del otro lado, los brasileños separatistas habían logrado reunir a más de 2150 siringueros civiles del lugar dispuestos a combatir a las tropas  bolivianas. La mayoría eran voluntarios y estaban fuertemente armados y ligeramente entrenados (a pesar de ser civiles y no militares). Estos revolucionarios eran financiados por los empresarios brasileños caucheros y a la vez tenían también un apoyo económico de los comerciantes fluviales brasileños para comprar armamento.
Cabe mencionar que durante toda la Primera Campaña del Acre el Estado Brasileño se mantuvo al margen de este conflicto separatista que consideraba un problema regional y autonomista. Inicialmente, Brasil reconoció oficialmente que sus habitantes habían invadido territorios bolivianos. Al principio el estado brasileño se desentendió del problema y no le dio mucha importancia. Pero tiempo después, al enterarse de la movilización del Ejército de Bolivia, Brasil declaró oficialmente «en litigio» al territorio del Acre.

### Combate de Riosiño o Riosinho
Cuando las tropas bolivianas (segunda y tercera expedición) se encontraron en la "Barraca Mercedes", se enteraron de que la primera expedición se encontraba totalmente cercada por los brasileños en Puerto Alonso.
Para ello, empezaron a bajar hacia el Bajo Acre, descendiendo aguas abajo bordeando el río.
Durante la marcha, las tropas bolivianas fueron escalonadas a lo largo del trayecto hacia Puerto Alonso. En la localidad de Riosiño quedó el batallón "Independencia 2 de Línea" de infantería (compuesto por 150 hombres) y en la localidad de Humaytá se quedó también otra pequeña fracción de 120 hombres. El resto de la columna de tropas continuó con su camino avanzando hacia Puerto Alonso.
Cerca del amanecer del 12 de diciembre de 1900, alrededor de 500 brasileños atacaron al batallón "Independencia" que se encontraba acantonado en Riosiño.
El plan de los brasileños era atacar por sorpresa al batallón boliviano, todavía en plena oscuridad y mientras estuviesen durmiendo.
Pero con lo que no contaron los brasileños, fue que el centinela ya los había visto movilizarse en pleno monte y empezó a disparar a los brasileños, alertando al mismo tiempo a sus camaradas sobre la presencia enemiga. El ataque brasileño fue rechazado totalmente por las tropas bolivianas. Los brasileños tuvieron que retirarse y abandonar el lugar luego de constatar un gran número de muertos entre sus filas, además de varios heridos.
Este combate fue ganado por las tropas bolivianas debido a la sorpresa arruinada por el centinela Maximiliano Paredes quien años después fue ascendido al grado de sargento (pos-mortem) y declarado héroe a nivel  nacional.
La guerra se dividió en dos periodos o campañas: el primero comienza desde 1899, con la presión de los brasileños para que los bolivianos abandonen Puerto Alonso hasta su posterior recuperación y reincorporación del Acre nuevamente a Bolivia; el segundo o Segunda Revolución Acreana (Segunda Campaña en Bolivia) comienza el 6 de agosto de 1902 con la toma de la ciudad de Xapuri y termina en febrero de 1903 con la firma del Modus Vivendi que establecía la desmovilización de las tropas bolivianas y la suscripción de un nuevo tratado. El 17 de noviembre de 1903 durante el gobierno de José Manuel Pando, Fernando Guachalla y Claudio Pinilla firman por Bolivia el Tratado de Petrópolis por el que Bolivia cede el territorio del Acre a cambio de una compensación de dos millones de libras esterlinas, el compromiso de construcción de un ferrocarril en la zona de las cachuelas y otros aspectos relacionados al estatus y derechos de los habitantes de la región en cuestión, perdiendo Bolivia aproximadamente 190 000 km² de territorio.
Al estallar la revuelta separatista, el Acre contaba con más de treinta mil habitantes, casi indiferentes a lo que ocurría; por ello, los promotores de la revuelta, para hacer obtener su popularidad, expedían despachos y cargos de coroneles de forma masiva, sin que por ello lograsen el apoyo y participación de los habitantes porque el ideal de los acreanos era el de continuar como hasta entonces, sin freno a sus desmanes ni autoridades que los gobernasen. Entre ellos imperaba el ojo por ojo y diente por diente. Además, preferían la indiferencia por si un bando tomaba represalias, ya que en el Acre había bolivianos y brasileños residentes que se dedicaban a explotar el caucho.

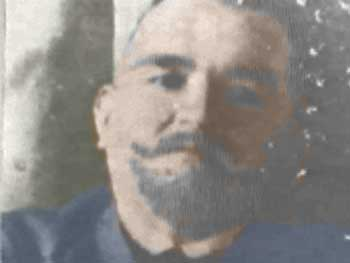
Luis Gálvez Rodríguez de Árias proclamó la República de Acre en 1899.

En el primer periodo (Primera Campaña), Bolivia tuvo que movilizarse para defender su territorio de las agresiones que se sucedían al norte. Bolivia acababa de salir de una guerra civil y su ejército estaba mermado por las bajas sufridas en este conflicto.

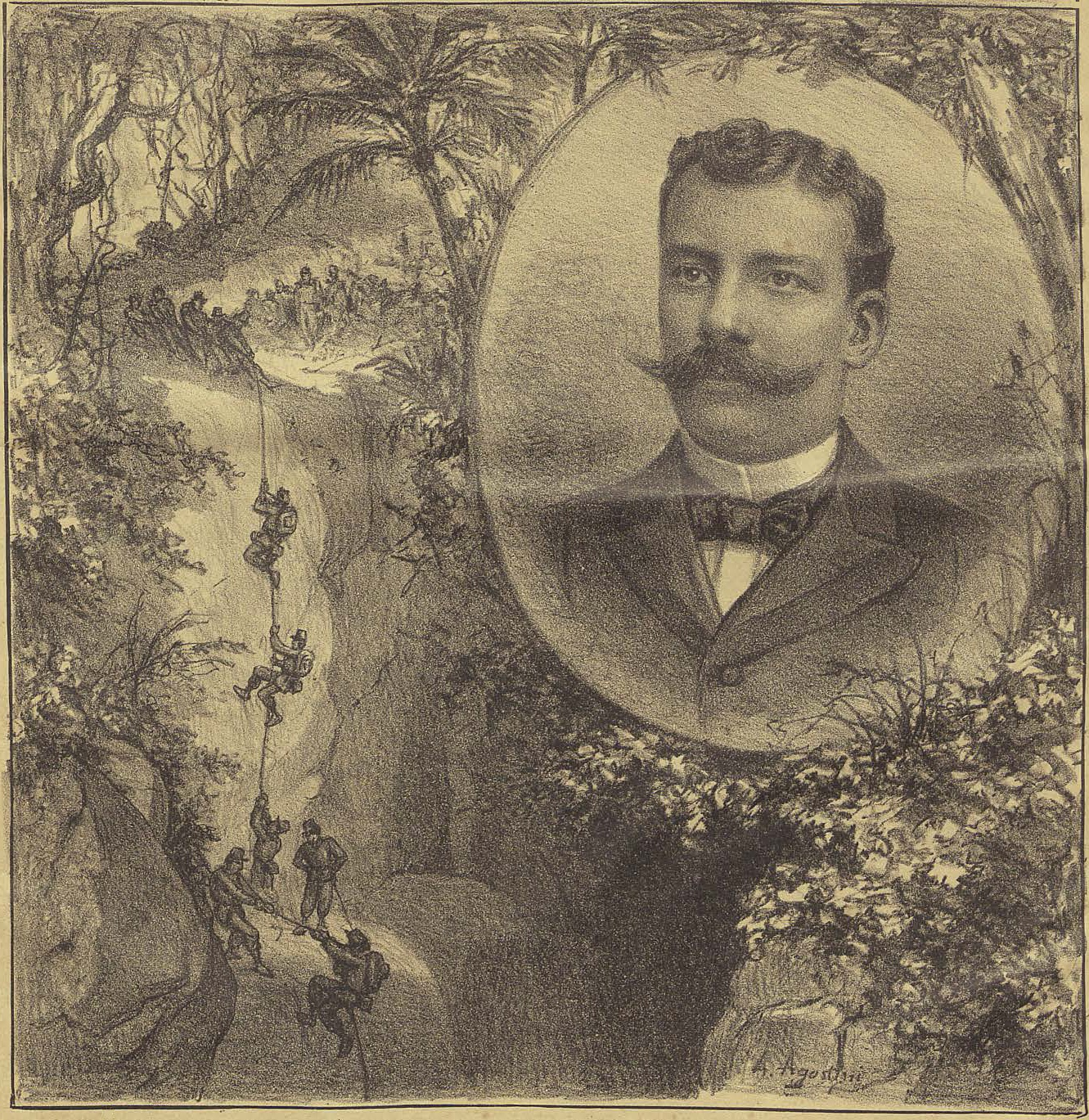
El coronel Ismael Montes, jefe de la 1.ª Expedición a Acre.

La República boliviana mandó al Acre tres columnas de soldados, nombrándose delegado nacional en el Acre y Bolivia a Andrés S. Muñoz, quien salió de La Paz por la ruta del río Beni. Poco después, tropas al mando del vicepresidente de la República boliviana, Lucio Pérez Velasco, partieron de Cochabamba por la ruta del Chapare y el ministro de Defensa, el doctor Ismael Montes, encabezó otro contingente por la difícil ruta de Larecaja; se trataba de rivales políticos que competían por prestigio, pero que, llegados al Acre, aunaron sus fuerzas y lograron restablecer el orden en la litigada zona.
Antes de la llegada de las columnas bolivianas, en el Acre los secesionistas tomaron Puerto Alonso, de donde desalojaron violentamente a las autoridades bolivianas. Lo consiguieron rápidamente porque la región no contaba con suficientes tropas militares y policiales bolivianas. El autoproclamado presidente Luis Gálvez Rodríguez de Árias organizó eficientemente la recién creada nación; sin embargo, debió hacer frente a un infructuoso golpe de Estado, aunque el poder le fue restituido.
Durante este periodo, son destacables los combates de Papirí, Cajueiro, Combate de Amapá y Humaitá.
Posteriormente a este hecho, se produjo el combate de Puerto Alonso, donde la ciudad, que había sido retomada por los bolivianos, se encontró cercada por las fuerzas revolucionarias que eran mayores en número. Ante la escasez de víveres y municiones, hubo algunas sugerencias de romper el cerco y retornar hacia el sur al interior de Bolivia, pero los jefes bolivianos a cargo de la defensa decidieron continuar haciendo frente a los secesionistas probrasileños; estos, previendo una maniobra envolvente (al ver salir una columna militar de Bolivia), pensaron que los bolivianos intentaban cortarles la retirada, por lo que los acreanos dieron la voz de alarma y, desconcertados por las cargas de disparos hechas por los bolivianos, decidieron retirarse precipitadamente, incluso abandonando pertrechos militares. Los secesionistas que sitiaron Puerto Alonso eran seiscientos contra menos de doscientos, no tenían cohesión ni disciplina militar. Luego, en el caserío de Bagé, se entabló otro combate sin que ningún bando pudiera vencer al contrario.
Debe considerarse la dificultad para la movilización en aquella época, puesto que no existían caminos apropiados, ni medios de transporte en proporción adecuada, motivo por el cual, el transporte de tropas estuvo a cargo de la Armada de Bolivia que jugó un papel importante. La entrega que hicieron los soldados bolivianos en la defensa de su patria pudo más que los obstáculos que presentaba el terreno, las condiciones climatológicas, las enfermedades y la logística.

Tras las derrotas sufridas por los revolucionarios acreanos, estos se retiraron (varios a sus residencias) y los demás reconocieron la autoridad boliviana de la región. Al español Luis Gálvez Rodríguez de Árias lo apresaron tropas de la marina de Brasil por no cumplir su palabra sobre el impuesto del caucho, ya que no quitó el citado impuesto y ni siquiera dio a uno de sus socios el 20 %.

## Segunda Campaña Militar

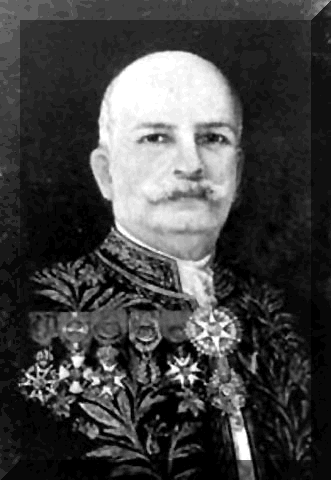
El canciller brasileño, Barón de Río Branco.

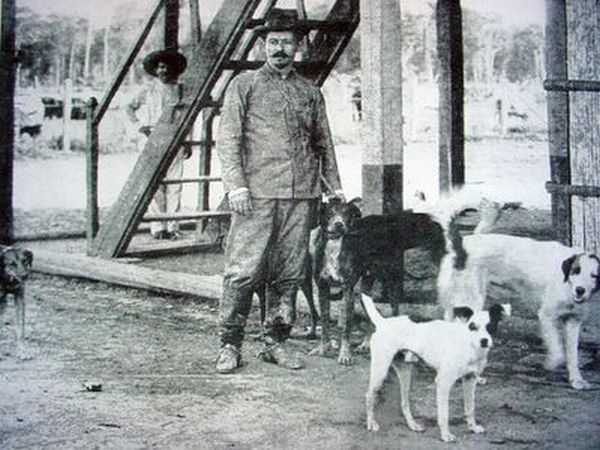
José Plácido de Castro.

El segundo periodo (Segunda Campaña) fue en el gobierno boliviano del general Pando, que se había decidido a animar a compañías extranjeras para que explotasen las riquezas del Acre y asegurar así la soberanía boliviana para evitar levantamientos como el ocurrido anteriormente; para ello se realizó un contrato con la empresa estadounidense llamada The Bolivian Syndicate  firmándose el Tratado de Aramayo. La cancillería de Brasil y la del Perú reaccionaron airadamente, pidiendo explicaciones formales sobre la presencia de la compañía boliviano-estadounidense en el Acre. El nuevo canciller brasileño, el Barón de Río Branco, emprendió una vigorosa campaña de denuncia del acuerdo, señalando que ni él mismo permitía la presencia de intereses internacionales extraños en la Amazonia; exigió su inmediata derogación. Al mismo tiempo reiteraba los intereses brasileños en el territorio en litigio del Acre, proponiendo al Gobierno boliviano opciones de canje territorial o la adquisición del mismo. En el marco de esta delicada situación, las autoridades bolivianas de Puerto Alonso incrementaron los impuestos de aduana. Esta circunstancia y la permanencia de The Bolivian Syndicate en la región determinaron el alzamiento de los colonizadores brasileros o brasileños: este fue el comienzo de la llamada «Segunda Revolución del Acre» o «Revolución Acreana» para los brasileños.
El 6 de agosto de 1902 se dio un alzamiento secesionista apoyado por el Gobierno del Amazonas, acaudillado por el soldado José Plácido de Castro con otros seringueiros, que se apropiaron del área de Xapuri y declararon el 27 de enero de 1903 el Estado Independiente del Acre y casi enseguida pidieron su anexión al Brasil. El alzamiento encontró a la región casi desguarnecida de tropas militares bolivianas.
Castro tenía como prioridad eliminar la posible presencia del sindicato estadounidense en la región. Puso nuevamente sitio a Puerto Alonso ocupando también otras posiciones bolivianas. Los secesionistas llegaron a ocupar la Barraca de Bahía  (actual Cobija) y varias zonas de las estancias del industrial boliviano Nicolás Suárez, el cual organizó de su propio bolsillo una tropa de voluntarios bien experimentados, que denominó Columna Porvenir, para defender tanto sus propios intereses como los de Bolivia. La lucha en Bahía se desarrolló de la siguiente manera:
Se llegó a saber por los estancieros bolivianos que uno de los jefes insurrectos, Galdino Marinho, se había apoderado con 250 hombres de la Barraca de Bahía, actual ciudad de Cobija. Federico Román, después coronel y general del ejército boliviano, que se encontraba al mando de la Columna Porvenir, resolvió atacar el 11 de octubre la Barraca Bahía en manos de los brasileños. En ese grupo de ataque se destacó el indígena Bruno Racua, que con flechas incendiarias destruyó un arsenal de armas brasileño, donde luego las tropas acreanas se rindieron.

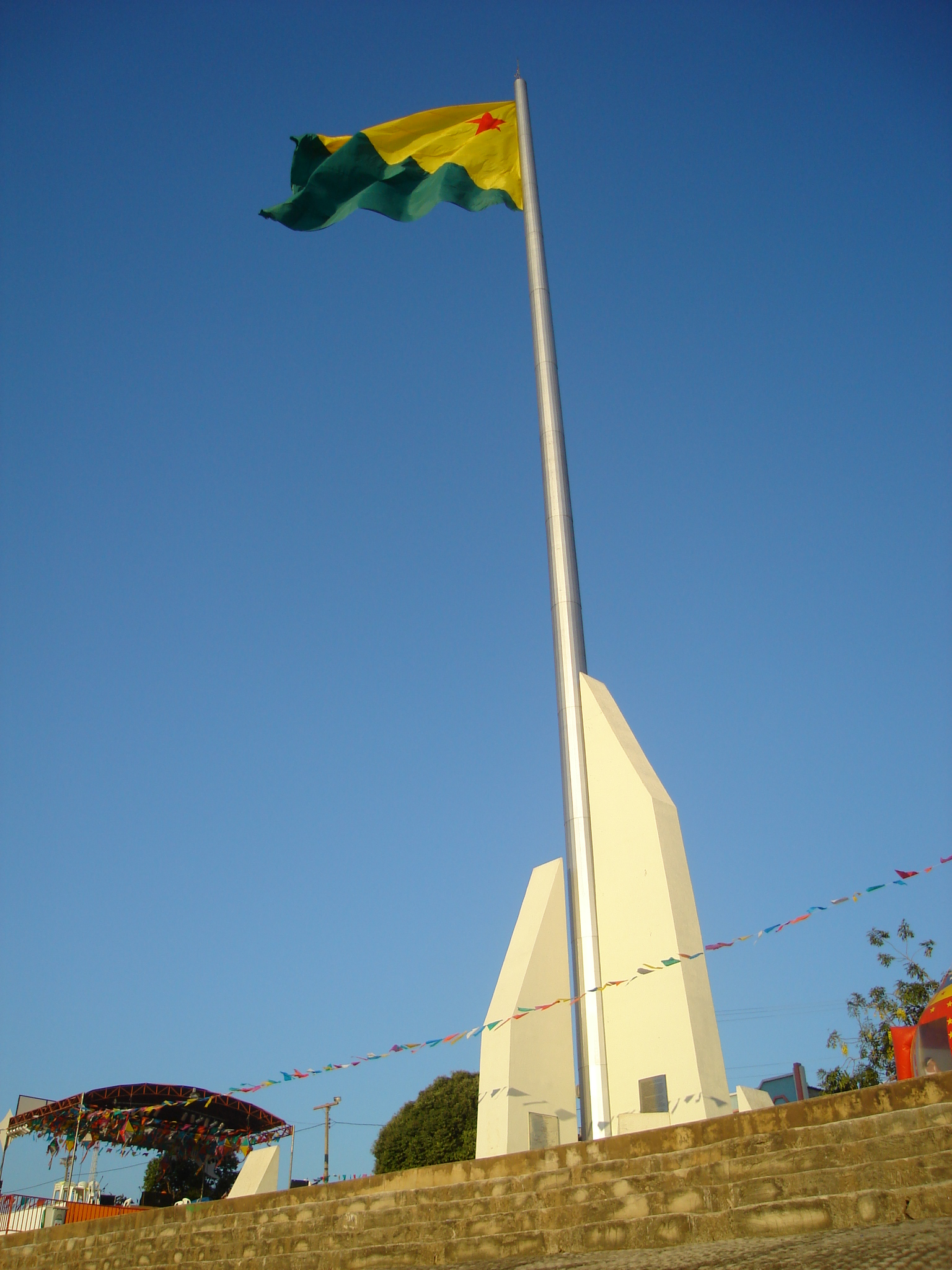
Monumento en el centenario del Levantamiento Acreano en Rio Branco, capital del actual Estado de Acre.

Posterior a este hecho, y una vez repuestos los secesionistas, se produce la capitulación de Vuelta de la Empresa, donde las tropas bolivianas al frente del coronel Rojas capitulan frente a los acreanos. Durante casi un mes los soldados bolivianos, resistieron los embates de los secesionistas que habían aumentado su efectivo a 1400 hombres. Finalmente, y ante la pésima situación reinante, Rojas se rindió no sin antes exigir respeto a su honor y al de su ejército, el 15 de octubre de 1902. Los vencedores, admirando el valor de sus oponentes, respetaron su palabra dejando que los pocos sobrevivientes retornen hacia el interior de Bolivia, cosa que muy pocos pudieron por las condiciones del terreno. En el combate de Costa Rica es donde la Columna Porvenir logra la fama de guerrilleros del Acre por el conocimiento que tenían sobre la región y la selva.
Después de estas acciones se produce la Capitulación de Puerto Alonso, negativo para Bolivia, donde los 194 defensores de su guarnición, tras ocho meses de cerco continuo resistieron 9 días de combates. El ataque comenzó el 15 de enero de 1903 y concluyó el 24 del mismo mes, fecha en la que se tomó la decisión de capitular.
Conocidas las noticias sobre los desastres en el Acre, el presidente José Manuel Pando decidió encabezar personalmente la defensa del Acre dada su experiencia por esos parajes. Reunió una columna de seiscientos o setecientos hombres aproximadamente del ejército boliviano que se hallaban en la región de La Paz con el fin de acudir en socorro de Puerto Alonso, sin saber que este estaba ya a punto de caer. Los soldados de Pando tomaron la ruta de Larecaja y el río Beni, llegaron a Riberalta y se aprestaron a combatir en abril de 1903.
La marcha del presidente Pando al Acre suscitó la inmediata reacción del Gobierno del Brasil, que denunció el hecho como una provocación. Al punto dispuso el envío de contingentes militares hacia la frontera del Matto Grosso y al Acre, situándose estas cerca de las milicias revolucionarias de Placido de Castro.
El Gobierno boliviano intentó dar marcha atrás de su relación con el The Bolivian Sindicate, solicitando la anulación del contrato, pero la gestión no tuvo éxito, en gran medida porque el consorcio alegó que había hecho inversiones. Poco después los administradores extranjeros entablaron conversaciones con el Gobierno del Brasil, que terminó comprando sus derechos. El Gobierno brasileño decidió movilizar cuatro mil hombres de su ejército, tras comunicar su cancillería el 21 de enero a La Paz que consideraba propio al territorio en litigio. Dos meses después, el 2 de abril, la División brasileña ocupó Puerto Alonso. La guerra internacional a gran escala estaba a sólo un paso.
Las tropas de Pando, que habían llegado a Riberalta hacia mediados de marzo de 1903, se dividieron: una parte se quedó en la ciudad y la otra se desplazó a Puerto Rico (Combate de Puerto Rico), donde cavó trincheras. Este grupo repelió con denuedo la acometida de los secesionistas, que sufrieron copiosas bajas frente a los guerrilleros de la Columna Porvenir. Estos empezaron a emprender cruentos asaltos junto al ejército boliviano. Como consecuencia de la acción de esa columna de voluntarios, los separatistas se retiraron derrotados de Puerto Rico.
En esas circunstancias y a escasos días de afrontar una guerra convencional contra los más de ocho mil soldados regulares del Brasil, reunidos en Puerto Alonso al mando del general Silveira, y contra los numerosos milicianos de Castro, el Gobierno boliviano en La Paz decidió entre seguir la campaña militar o poner fin al conflicto por la vía diplomática. Al final, se decidió la segunda opción, ya que el país estaba desgarrado por una guerra civil. El presidente boliviano Pando y sus agotados cuatrocientos cincuenta combatientes (el resto había sido diezmado por las enfermedades) se hallaban en una situación desventajosa: acabaron reconociendo el modus vivendi en el territorio del Acre que había sido firmado con el Brasil el 21 de marzo de 1903 y, como primera acción, las tropas regresaron a La Paz junto al general Pando. El pacto era provisional, puesto que el 17 de noviembre de 1903 se firmó el Tratado de Petrópolis.

## Tratado de Petrópolis

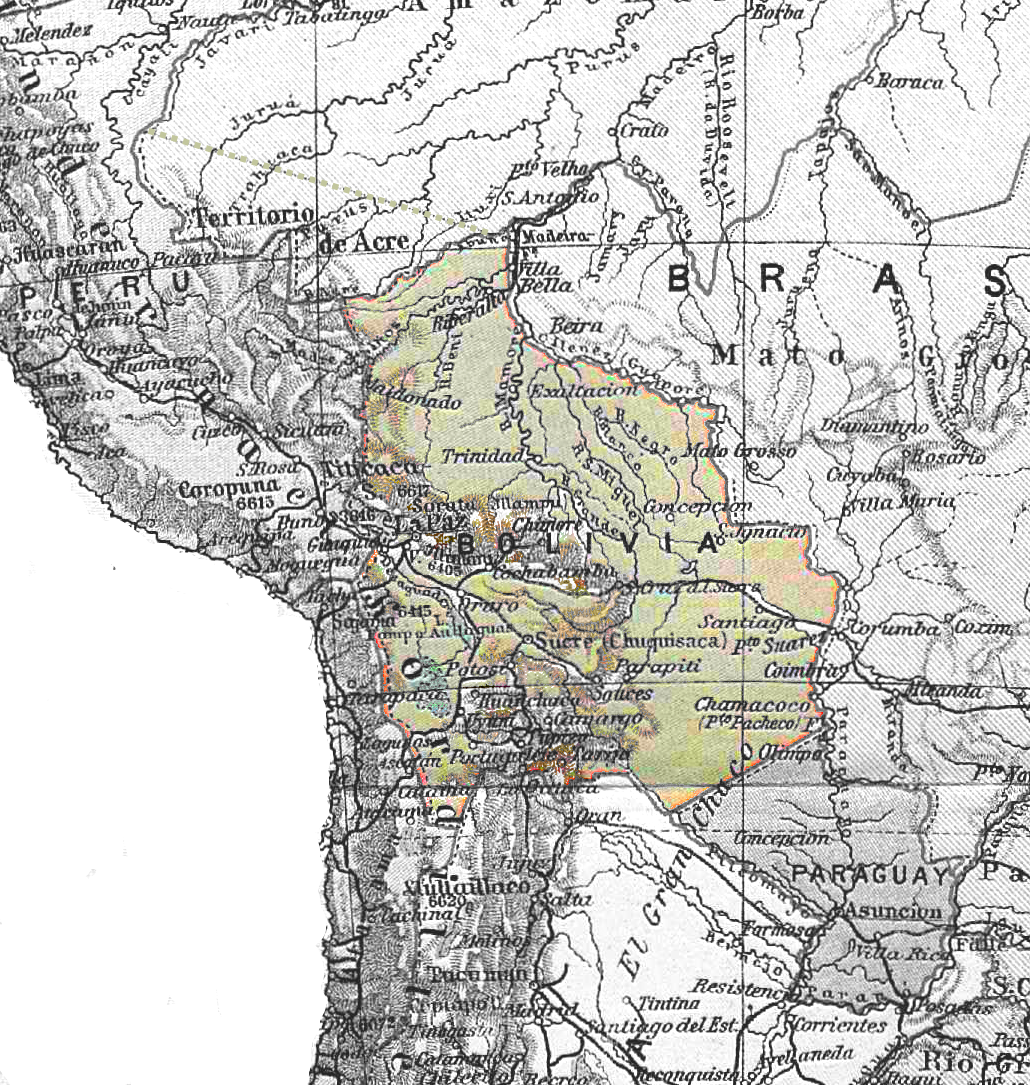
Bolivia después de la guerra del Acre.

El Tratado de Petrópolis es un tratado de paz firmado entre Bolivia y Brasil en la ciudad brasileña de Petrópolis el 17 de noviembre de 1903, por el cual Bolivia cedió una superficie aproximada de 191 000 km², que corresponden en su mayor parte con el actual estado del Acre, al Brasil, ya en 1877 por el "Tratado de Paz y Amistad" o Tratado de Ayacucho. Bolivia había cedido otros 164 242 km² de la región del Acre que fueron anexados por Brasil a la entonces provincia y actual estado de Amazonas.
Entre los principales motivos de la entrega del territorio están la Fiebre del caucho, sucedida a finales del siglo XIX y principios del siglo XX, y la sublevación de los habitantes de la región, que en su mayor parte eran brasileños.
Por el tratado, Brasil se comprometía a los siguientes términos:
- Conceder territorios próximos al Acre (de hecho, Bolivia los había entregado a Brasil años antes), que suman 3000 km² (Brasil se quedaba con más del 90 % del Acre y dejaba de reclamar algunos pequeños territorios que Bolivia había considerado propios desde su fundación).
- Construir un ferrocarril entre las ciudades de Riberalta y Porto Velho, para la exportación del caucho de aquella época (Ferrocarril Madeira-Mamoré).
- Permitir a Bolivia acceso no soberano a los ríos brasileños para el transporte de mercaderías hasta el Atlántico.
- Permitir a Bolivia construir aduanas en las ciudades brasileñas de Corumbá, Belém y Manaus, así como en otras ciudades brasileñas fronterizas.
- Pagar al gobierno boliviano la cifra de dos millones de libras esterlinas, lo que equivaldría al año 2010 a 293 774 770,80 dólares estadounidenses, a cambio de ceder el territorio del Acre.

Brasil ha cumplido con todas las obligaciones del tratado. El ferrocarril fue finalizado en 1912, a pesar de no haber conseguido alcanzar la ciudad de Riberalta debido a las condiciones del terreno, y costó al Brasil 33 millones de dólares estadounidenses y la vida de 3 600 trabajadores brasileños. Llamado Estrada de Ferro Madeira-Mamoré, el ferrocarril funcionó hasta 1972, cuando fue desactivado por no ser más rentable económicamente para ambos países —casi dos años después de terminado el Madeira-Mamoré—. En 1914, Bolivia construyó un ferrocarril en colaboración con Chile, para llevar su producción al Pacífico. Durante el período de 1912 a 1972, se llegó a transportar una cantidad considerable de mercancías, tanto brasileñas como bolivianas, por el ferrocarril Madeira-Mamoré.